# 爆裂★エレキングダム!!
『爆裂★エレキングダム!!』（ばくれつ エレキングダム）は、2010年4月23日から2012年3月23日までスペースシャワーTVで放送されていた音楽バラエティ番組である。

## 概要
エレキコミックとロックな大臣が送る音楽王国バラエティ。

## 放送時間

### 初回放送
- 金曜 19:00 - 20:00 （2010年4月から）
- 金曜 19:00 - 20:45 （2011年10月から）

### リピート放送
- 金曜 24:00 - 25:00、日曜 22:00 - 23:00、火曜 23:00 - 24:00 （2010年4月から）
- 金曜 25:00 - 26:00、日曜 22:00 - 23:00、火曜 23:00 - 24:00 （2010年7月から）
- 金曜 25:30 - 26:30、日曜 22:00 - 23:00、火曜 23:00 - 24:00 （2011年5月から）
- 日曜 22:00 - 22:45、火曜 23:00 - 23:45 （2011年10月から）

## 出演者

### 主演
- やついいちろう（エレキコミック） - 王子役。
- 今立進（エレキコミック） - 執事役。
- ワタナベイビー（ホフディラン） - 国王役。国王の正体をバラしたらクビという設定だったが、2012年3月9日放送分で自ら正体を明かした。

### 大臣（オリジナルメンバー）
- 増子直純（怒髪天）
- 対馬祥太郎（NICO Touches the Walls）
- かみじょうちひろ（9mm Parabellum Bullet）
- ワタルS（SISTER JET）
- 岡本啓佑（黒猫チェルシー）
- オカモトレイジ（OKAMOTO'S）

### 新大臣（2012年1月から）
- 庄村聡泰（［Champagne］）
- サカモト教授
- ブライアン新世界
- 村田智史（真空ホロウ）
- たなしん（グッドモーニングアメリカ）
- のび太（WHITE ASH）
- 団長（NoGoD）
- ユウミ（FLiP）
- 柴田隆浩（忘れらんねえよ）

### 臨時大臣
- 志磨遼平（毛皮のマリーズ）
- 稲村太佑（アルカラ）
- フルサワヒロカズ（mudy on the 昨晩）
- 久野洋平（cinema staff）
- 下津光史（踊ってばかりの国）
- 伊東憲佑（Prague）
- 芹沢優真（SPECIAL OTHERS）

### 元大臣
- ピエール中野（凛として時雨）